# Ophisops occidentalis
Espèce
Synonymes
- Ophiops occidentalis Boulenger, 1887

Statut de conservation UICN

 LC  : Préoccupation mineure
Ophisops occidentalis est une espèce de sauriens de la famille des Lacertidae.

## Répartition
Cette espèce se rencontre au Maroc, en Algérie, en Tunisie, en Libye et en Égypte. Elle est présente du niveau de la mer jusqu'à 1 600 m d'altitude.

## Description
Les spécimens types de Ophisops occidentalis  mesurent, pour le mâle, 110 mm dont 65 mm pour la queue et, pour la femelle, 142 mm dont 98 mm pour la queue. Cette espèce a la face dorsale bronze ou olive parsemé de points noirs et présente une ou deux lignes longitudinales de chaque côté. Sa face ventrale est blanche.

## Étymologie
Son nom d'espèce vient du latin occidentālis, « de l'ouest ».

## Publication originale
- Boulenger, 1887 : Catalogue of the Lizards in the British Museum (Nat. Hist.) III. Lacertidae, Gerrhosauridae, Scincidae, Anelytropsidae, Dibamidae, Chamaeleontidae. London, p. 1-575 (texte intégral).